# 煞買
撒美（希伯來文：‎，約公元前50年－約30年）是1世紀的猶太教學者，煞買學派的創始人。他從嚴格的角度理解猶太教律法，曾欲使其幼年兒子在贖罪日禁食，經朋友勸阻才作罷。